# Agüera de Carriles
Agüera de Carriles (en asturiano y oficialmente: Augüera) es una aldea que pertenece a la parroquia de Parroquia de Arganza en el concejo de Tineo (Principado de Asturias). Se encuentra a 340 m s. n. m. y está situada a 20 km de la capital del concejo, la villa de Tineo. 

## Población
En 2020 contaba con una población de 19 habitantes (INE, 2020) repartidos en un total de 11 viviendas (INE, 2010).